# Giuseppe Morozzo Della Rocca
Giuseppe kardinal Morozzo Della Rocca, italijanski rimskokatoliški duhovnik, škof in kardinal, * 12. marec 1758, Torino, † 22. marec 1842.

## Življenjepis
14. marca 1802 je prejel duhovniško posvečenje, 29. marca je bil imenovan za naslovnega nadškofa Teb, 4. aprila je prejel škofovsko posvečenje in 11. maja 1802 je bil imenovan za apostolskega nuncija.
2. decembra 1807 je postal tajnik škofov v Rimski kuriji.
8. marca 1816 je bil povzdignjen v kardinala in imenovan za kardinal-duhovnika S. Maria degli Angeli.
1. oktobra 1817 je bil imenovan za nadškofa (osebni naziv) škofije Novara.